# Firern Island
Firern Island ist eine Insel vor der Ingrid-Christensen-Küste des ostantarktischen Prinzessin-Elisabeth-Lands. In den Vestfoldbergen liegt sie am nördlichen Ende des Weddell Arm.
Das Antarctic Names Committee of Australia benannte sie 2021 nach der Firern, einem Begleitschiff des Walfängers Thorshavn, mit dem der Norweger Klarius Mikkelsen (1887–1941) 1935 die Vestfoldberge entdeckt hatte.